# South Cave
South Cave è un villaggio (village) e parrocchia civile (Civil Parish) di 4 515 abitanti situato nell'East Riding of Yorkshire, in Inghilterra.